# Communauté d’agglomération de Charleville-Mézières
Die Communauté d’agglomération de Charleville-Mézières (Eigenbezeichnung: Cœur d'Ardenne) war ein französischer Gemeindeverband (Communauté d’agglomération) im Département Ardennes in der damaligen Region Champagne-Ardenne. Er wurde am 7. Oktober 2004 gegründet und ist mit Wirkung vom 1. Januar 2014 durch Fusion mit anderen Gemeindeverbänden in der Ardenne Métropole aufgegangen. 

## Ehemalige Mitgliedsgemeinden
- Aiglemont,
- Charleville-Mézières,
- La Francheville,
- La Grandville,
- Gespunsart,
- Montcy-Notre-Dame,
- Nouzonville,
- Prix-lès-Mézières,
- Villers-Semeuse,
- Warcq.